# Винс, Пётр Яковлевич
Пётр Яковлевич Винс (1898—1937) — миссионер, деятель баптизма.

## Биография
Родился в семье баптистского проповедника, потомка голландских колонистов-меннонитов в Поволжье Якова Яковлевича Винса.
В 1911 году из-за преследований со стороны царских властей в отношении баптистов их семья вынуждена была оставить Россию и поселилась в Канаде.
В 1915 году Пётр принял крещение и начал служить в церковном хоре. Он прошел обучение в подготовительной школе при баптистской семинарии в Рочестере (штат Нью-Йорк, США), затем в русском библейском институте в Филадельфии (штат Пенсильвания, США). Дополнительное обучение он прошел в баптистской богословской семинарии в Луивилле (штат Кентукки, США). После проповеднического служения стал пресвитером русской баптистской церкви в Питтсбурге. В США он получил американское гражданство.
Тем временем после событий 1917 года и начала Гражданской войны его отец, Яков Винс вернулся в Россию, чтобы нести миссионерское служение. Винс-отец не смог проехать в Самару через Сибирь, где шли боевые действия, и остался нести служение в Благовещенске. Здесь он был избран пресвитером местной общины и вскоре стал председателем Дальневосточного отдела Всероссийского союза баптистов.
В 1926 году Пётр был рукоположен на миссионерское служение и уехал в СССР — нести миссионерское служение вместе с отцом. В Америке у Петра была невеста — русская девушка. Однако она не желала слышать о переезде в Россию. Хотя Пётр любил её, он всё-таки отправился в Россию. В начале августа 1926 года он через Харбин прибыл в Хабаровск. В том же году Петра избрали пресвитером церкви баптистов Благовещенска. На молодёжном съезде баптистов во Владивостоке он познакомился с будущей женой Лидией (в девичестве — Жариковой), которая тогда училась во Владивостокском медицинском техникуме. В 1927 году они обвенчались, 4 августа 1928 году у них родился сын, которого они назвали Георгием в честь друга семьи, духовного наставника Дальневосточного союза баптистов Георгия Ивановича Шипкова.
В 1930 году Пётр Яковлевич был арестован за «антисоветскую религиозную деятельность» (незадолго до ареста чекисты предложили ему добровольно вернуться в Канаду, однако он отказался и принял советское гражданство). Наказание отбывал в Вишерском лагере, в 1931 году был отправлен во Владивостокский пересыльный лагерь, оттуда — в лагерь в посёлке Светлая на севере Приморья, затем в лагерь в районе Николаевска-на-Амуре. Через три года он был освобождён.
В 1936 году (после переезда в Омск) он был арестован вместе с другими баптистами по обвинению в религиозной деятельности. В январе 1937 года по решению суда его выпустили из тюрьмы за отсутствием в его действиях чего-либо противозаконного. Однако через несколько недель его арестовали вновь. 26 августа 1937 года он был расстрелян в Омске.
Его родственники считали, что он умер в лагерях. В 1963 году им официально сообщили в Омском ЗАГСе, что он скончался в 1943 году от сердечного заболевания; однако место смерти не было указано. Лишь в августе 1995 года органы госбезопасности России разрешили его сыну Георгию Винсу ознакомиться с уголовным делом в отношении его отца.